# L'obsession de l'or
L'obsession de l'or è un cortometraggio del 1906 diretto da Lucien Nonguet e Segundo de Chomón.

## Trama
Un pittore che si trova nel suo studio, sta dipingendo il ritratto di una giovane donna. Ad un certo punto entra il proprietario dello studio per richiedere i soldi dell'affitto, ma l'artista che si fruga in tasca non ha i soldi per pagarlo; nasce un battibecco costringendo il proprietario a uscire. L'artista disperato viene confortato dalla modella, ma anche lei viene spinta fuori dalla porta. Una volta rimasto da solo preso dalla sua disperazione vede trasformare il suo dipinto in  quattro casseforti danzanti piene zeppe di sacchi di monete d'oro. L'artista felice comincia a prendere i sacchi di monete d'oro dalle casseforti che una ad una se ne vanno. Mentre si sta godendo le monete d'oro, magicamente appare una fatina donna che col gesto di un dito trasporta l'artista in un altro luogo magico dove ci sono un gruppo di soldati che poi diventano ballerine danzatrici. Nel frattempo la modella sta vendendo da un commerciante i suoi orecchini per ricavarne dei soldi, ma l'artista risvegliatosi da questo bellissimo sogno si ritrova nel suo studio senza soldi decidendo così di impiccarsi mettendosi una corda al collo. La corda si spezza ed in quel momento entra la modella.